# نورمان ساكاموتو
نورمان ساكاموتو (بالإنجليزية: Norman Sakamoto) هو سياسي أمريكي، ولد في 22 مايو 1947 في هونولولو في الولايات المتحدة. حزبياً، نشط في الحزب الديمقراطي.